# 桑赫斯特皇家军事学院
桑德赫斯特皇家军事学院（英語：Royal Military Academy Sandhurst, RMAS），英国培养初级军官的一所重点院校，位于伦敦西48公里处的伦敦路北侧，占地面积3.54平方公里，折合875英亩。学校历史可以追溯到1741年4月30日。乔治二世国王签署一份皇家文件，决定建立皇家军事学院，英国皇家第一所军校在伍利奇成立，主要为皇家炮兵团培训军官。其后，皇家工兵、皇家通信兵、皇家装甲兵等陸軍兵種自1920年也相继建立了军事学院。第二次世界大战爆发后，学校关闭。直到1947年，英军将其与皇家军事学院合并，正式改称陆军桑德赫斯特皇家军事学院，并在当年1月3日开学。英军老学院、新学院、维克多利学院三所院校驻在桑赫斯特，直到1970年。在院校集中与合并中，桑赫斯特集中了更多的军官训练机构而成为今天的规模。它曾与美国西点军校、俄罗斯伏龙芝军事学院以及法国圣西尔军事专科学校并称世界“四大军校”。

## 著名校友
- 温斯顿·丘吉尔
- 伯納德·蒙哥馬利
- 弗雷德里克·罗伯茨
- 哈罗德·亚历山大
- 威爾斯親王威廉
- 薩塞克斯公爵哈利王子
- 詹姆斯·布朗特
- 哈桑纳尔·博尔基亚
- 蘇丹沙拉胡汀·阿都阿茲沙
- 塔米姆·本·哈迈德·阿勒萨尼
- 卢森堡大公亨利
- 列支敦斯登攝政王阿洛伊斯
- 阿卜杜拉二世·本·侯赛因

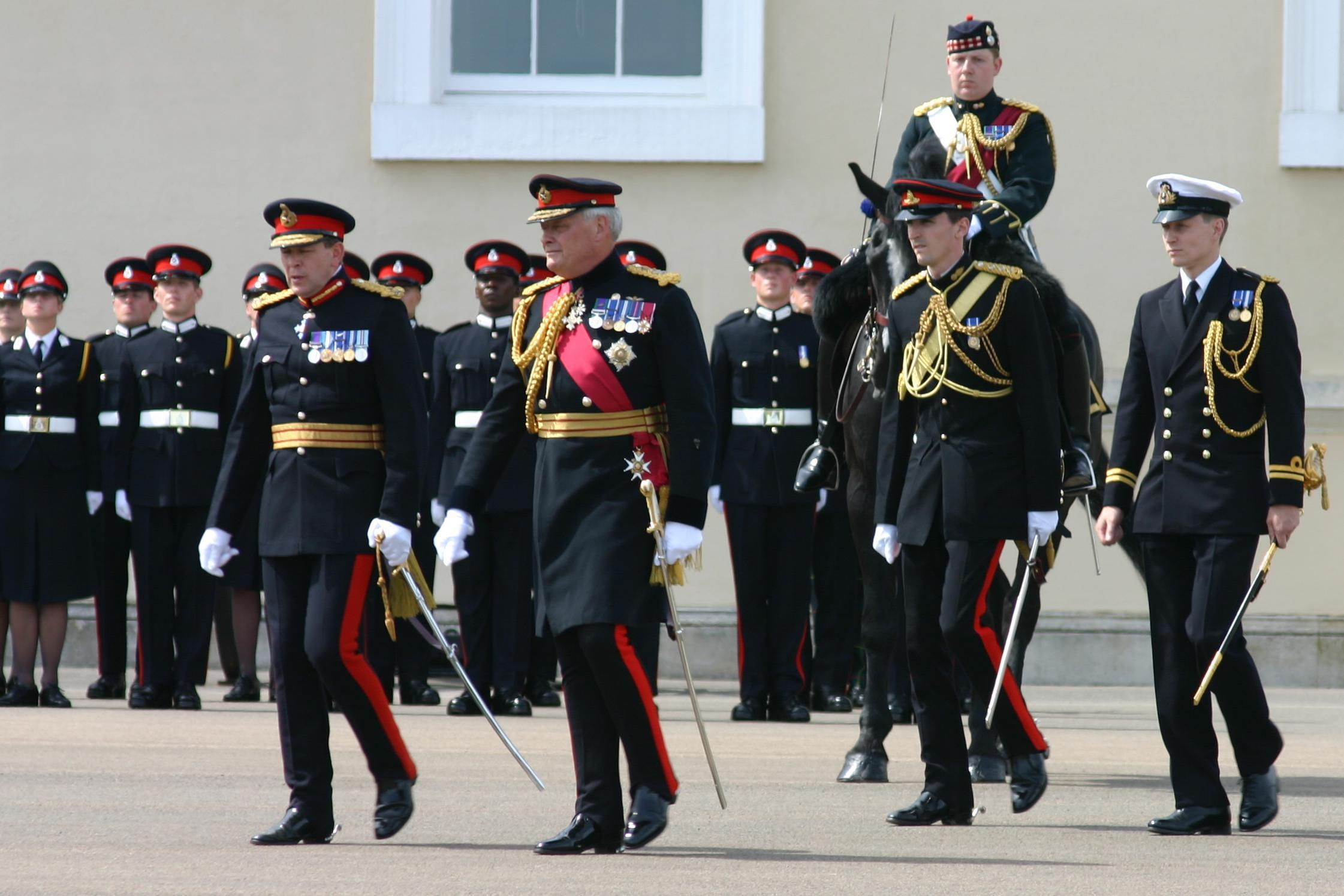
2005年6月.哈利王子在遊行

- 哈姆丹·本·穆罕默德·本·拉希德·阿勒马克图姆
- 哈迈德·本·伊萨·本·萨勒曼·阿勒哈利法
- 哈桑纳尔·博尔基亚
- 詹姆斯·勒·梅西耶尔
- 莫哈末嘉沙里

## 院系设置

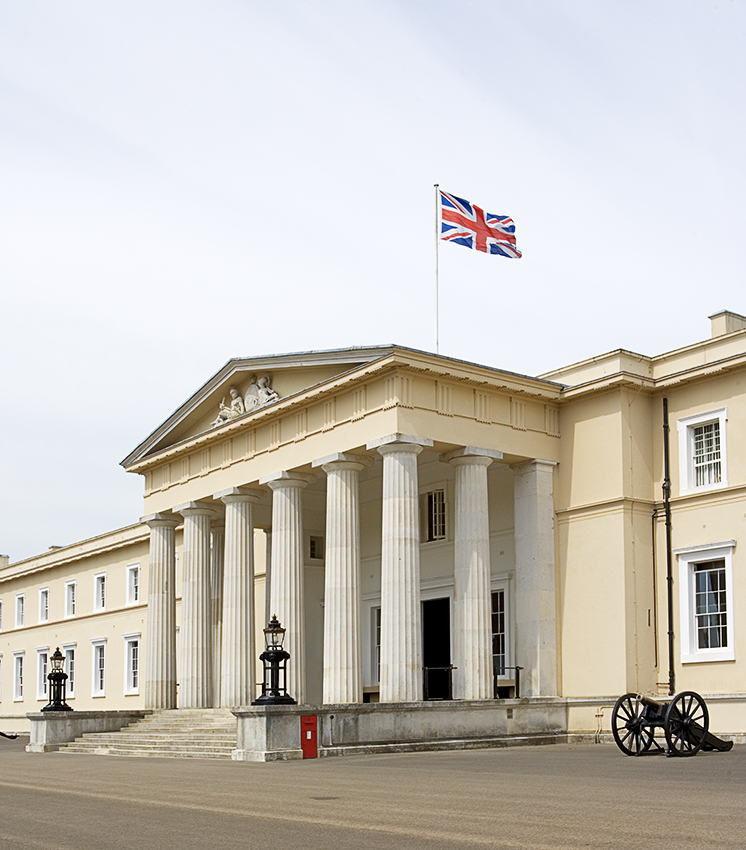
老学院

学院下设军事科技、作战研究和国防事务等科室，由五个分学院组成，即
- 新学院
- 老学院
- 胜利学院
- 施里文汉学院
- 女军官学院